# 尼加拉瓜华人
尼加拉瓜华人（西班牙语：Chino Nicaragüense）是移民到尼加拉瓜或生于尼加拉瓜的中国血统的尼加拉瓜人。他们是中国移民群体（或者说“海外华人”）的一部分。
华人在19世纪的后半叶首次抵达尼加拉瓜的加勒比海海岸，并且他们大多数人定居在了城市之中，如布卢菲尔兹、埃尔布卢夫、拉古纳-德佩拉斯，及卡贝萨斯港。在1879年之前，华人移民主宰了加勒比海岸的主要海岸城镇们的贸易。之后在19世纪晚期，他们开始移民到这个国家的太平洋海岸低地。

## 历史
华人被认为是在19世纪晚期抵达尼加拉瓜的。他们中大多数人来自中国广东省。这一看法一直是未经证实的，直到第二次人口普查（1920年）显示了有400名中国国籍公民生活在尼加拉瓜。根据文件，在1925年，北大西洋自治区卡贝萨斯港的人口不仅是由米斯基托人组成，而且还它包括了牙买加人、德意志人及华人群体。此外，布卢菲尔兹的华人移民群体被认为是中美洲最大的。1930年，首位华人领事来到尼加拉瓜。
尼加拉瓜的许多华人都投身于贸易行业并开办了企业。他们也献身于糖果、肥皂，及服装工业。在1879年之前，他们主宰了加勒比海岸的主要海岸城镇们的贸易。

## 移民

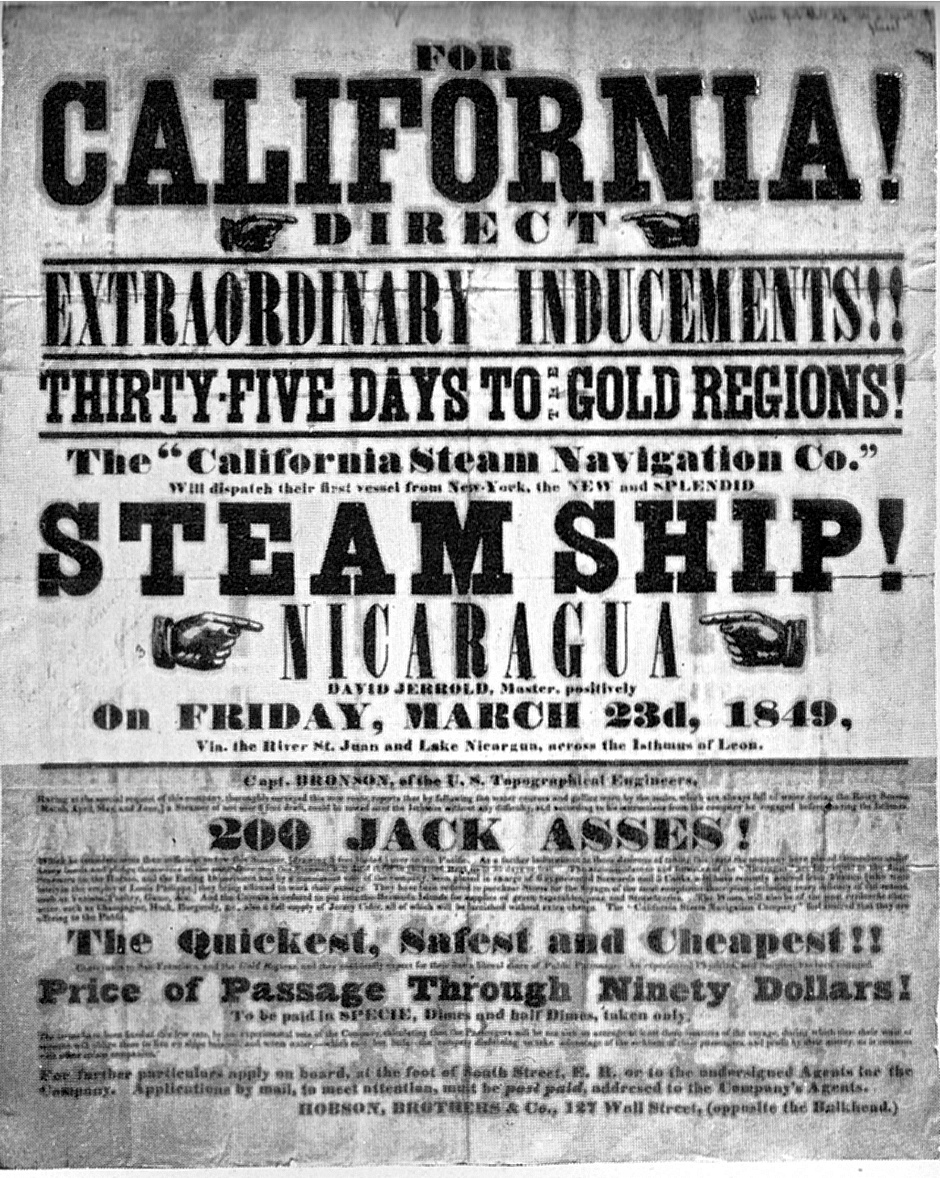
加利福尼亚淘金热的一份招贴将尼加拉瓜列为一条捷径

尽管关于华人何时首次抵达尼加拉瓜的信息很稀有，但是尼加拉瓜华裔历史学家、新闻工作者兼大学教师Fernando Centeno Chiong在《报刊评论》上发表了一篇关于华人的存在的文章。Chiong写道，一些现存的参考文献说明华人是在19世纪中期首次抵达尼加拉瓜的，在加利福尼亚淘金热中，尼加拉瓜华人的存在最有名。在淘金热中，世界各地的人们旅行到加利福尼亚来开采黄金，其中数万人是通过汽船旅行而来的。汽船由附件运输公司经营，主管是“海军准将”科尼利厄斯·范德比尔特。汽船的路线会走圣胡安河，而这个地方曾被建议成为尼加拉瓜运河。Chiong写道：
“……在数千名乘船的乘客之间，可能有中国公民留在了尼加拉瓜。他们被自然的美丽和一个村庄的好客热情所吸引。这些地方让不同国籍的移民继续保持同样的特征，使他们已让尼加拉瓜成为了他们的第二祖国。”
 — Fernando Centeno Chiong
在那一时期，有约束条件禁止亚洲公民进入这个国家，然而他们中有许多人不承认这一禁令并定居在了美洲大陆上的被认为是华人首次出场的地方，这也许比秘鲁或巴拿马的华人公民的抵达还要早。
第二次世界大战（1939-1945）结束后不久，大量华人开始抵达尼加拉瓜，但是在1979年的桑迪诺党人革命期间，许多人又逃到了附近的洪都拉斯、哥斯达黎加，以及美国。

### 移民到太平洋海岸
在19世纪末，华人已经开始前往尼加拉瓜的太平洋海岸一侧，并因而开始定居在了马那瓜、格拉纳达、莱昂，及马萨亚等城市。他们中多数人是男子，其中许多人皈依了基督教，并娶了尼加拉瓜女子，为这个国家引入了Lau、Sujo、Chang、Cheng、Siu、Law、Quant、Chow、Chiong、Kuan、Wong、Samqui、Saint及Loyman等姓氏。这些全都代表了第一批移民的后代。据估计，有十五个家庭為臺灣人后代。此外，说汉语的人估计有7000名。

## 俱乐部与协会

### 华人俱乐部与尼加拉瓜华人协会
第一个为尼加拉瓜华人建立的俱乐部，名叫“华人俱乐部”（Club Chino）。它位于尼加拉瓜加勒比海海岸的南大西洋区。直到20世纪40年代，在“尼加拉瓜华人协会”（Asociación China Nicaragüense）成立了之后，“华人俱乐部”才扩展到了首府城市马那瓜。此时的“尼加拉瓜华人协会”，由于华人在这个国家所代表的巨大的经济实力，而成为了尼加拉瓜最活跃与最重要的协会之一。

### 桑迪诺党人革命后的尼加拉瓜华人协会
在桑迪诺党人革命期间，许多尼加拉瓜华人移民到了邻近的国家和美国，导致了协会差不多有10年时间不再活跃。不过，在1992年，这一现象改变了。一些协会成员接近了中国大使并向他陈述了庆祝中华民国的双十节的重要性。
其他的活跃的俱乐部与协会包括“尼加拉瓜华人青少年俱乐部”（Club de Jóvenes Chinos de Nicaragua）。

## 著名人物
- Arlen Siu（英语：Arlen Siu）：桑迪诺党人革命的殉难者。
- 王海南（Gilberto Wong）：尼加拉瓜总统发言人，自由贸易区股份公司主席，2006年立宪主义自由党主席竞选活动负责人，童子军前主席，尼加拉瓜华人协会前主席。
- Vilma Rosa Leon York：联邦贮藏所代理机构副部长兼教育部副部长。
- Mayling Montero Lau：中美洲华人协会“王后”。
- Mayling Lau：尼加拉瓜华人协会主席。协会的首位女性主席。
- Rufino Chow：休纳前市长。
- Angela Chow：埃尔拉马前市长。
- Napoleón Chow：尼加拉瓜文化研究所主管。
- Juan Chow：诗人。
- Oscar Chow：坦普尔大学坦普尔学生自治会主席。
- Octavio Chow：米斯基托天主教会准牧师
- Jaime Chow Zúñiga：北大西洋自治区区级议员。
- Pablo Wong：富达国民金融公司（英语：Fidelity National Financial）市场发展（英语：market development）部高级副主席。
- 吴进木：中華民國前驻尼加拉瓜大使，2021年卸任后入籍尼加拉瓜。[14]
- Franklin Sujo Coe：Centro de Insumos Para la Salud（CIPS）前主管。
- Jose Sujo Coe：2006年5月尼加拉瓜运动荣誉殿堂成员。
- Antonio Sujo：帕玛拉特尼加拉瓜分部商务主管。
- Jorge Castillo Quant：立宪主义自由党（英语：Constitutionalist Liberal Party）领袖。
- Maritza Quant：医学博士，尼加拉瓜卫生部部长。
- Henry Quant：达美航空拉丁美洲经营部经理。
- Maria Auxilliadora Chiong：妇女与社区研究所主管。
- Agustín Moreira Chiong：Unión de Radioaficionados Experimentadores de Nicaragua（UREN）协调人。
- Fernando Centeno Chiong：新闻工作者、律师、大学教授及尼加拉瓜华人协会秘书。
- Vicente Cheng Lee：尼加拉瓜华人协会主席及埃尔拉马前市长（1976-1979）。
- Nen Chow Sujo：埃尔拉马市长。
- Luis Kuan Altamirano：夸博凯前市长。
- Indiana Siu González：2007年尼加拉瓜华人协会“王后”。
- Juan Wong：“隐匿处”（La Guarida）前成员，《战争诸神》作者，现在拥有两家赚钱的迈阿密连锁饭店，“大牧场”（Los Ranchos）与“炭烤”（Charbroil）。
- Scarleth Cuadra Lee：2006年尼加拉瓜华人协会“王后”。
- 王海光（Luis Wong Chan）：与兄长王海南一起都是Juan y Pina Wong基金会的创始人与主管；尼加拉瓜驻中华民国前大使，尼加拉瓜驻智利与中华民国大使。

## 扩展阅读
- Pineda, Baron. . Journal of Asian American Studies. October 2001, 4 (3): 209–233. doi:10.1353/jaas.2001.0033.
巴伦·皮内达. . 美国亚洲人研究杂志. 2001年10月, 4 (3): 209–233. doi:10.1353/jaas.2001.0033. （英文）